# Lomnický potok (přítok Teplé)
Lomnický potok je pravostranný přítok řeky Teplé v okrese Karlovy Vary v Karlovarském kraji. Délka jeho toku činí 27,7 km. Plocha povodí měří 97,4 km². Potok patří do pstruhového pásma.

## Průběh toku
Potok pramení v katastru Bražec u Hradiště ve vojenském újezdu Hradiště jižně do vrchu Větrovec (901 m) v nadmořské výšce 875 m. Poblíž se nachází bývalá obec Doupovské Mezilesí, která byla kvůli zřízení vojenskému prostoru v roce 1945 vystěhována. Oblast leží 7 km severoseverovýchodně od Bochova a 14 km východně od Karlových Varů.
Zpočátku teče potok jihozápadním směrem jižně od Vysoké pláně (890 m) a Plešivce (842 m). Prvním větším rybníkem na jeho toku je Zelený rybník na hranici vojenského újezdu Hradiště ležící 3 km severozápadně od Bochova. Potok dále teče vlevo do vrchu Roháč (728 m), podchází pod silnicí I/6 Praha–Karlovy Vary a protéká první vesnicí, Horními Tašovicemi, kde vytváří několik menších rybníků. Za nimi, u Tašovického mlýna, se postupně stáčí na západ až severozápad. Před Dlouhou Lomnicí se nad jeho levým břehem nachází přírodní památka Louky u Dlouhé Lomnice. Potok protéká Dlouhou Lomnicí, podle níž dostal své jméno. Za Dlouhou Lomnicí přitéká k východnímu okraji přírodní památky Lomnický rybník, kterou protéká směrem k západu. Po 2 km napájí největší rybník na své trase, Velký Lomnický rybník (někdy označovaný jako Velký lesní rybník). U něj potok v údolní nivě vytváří několik ramen. Odtud teče mimo cesty lesní oblastí do obce Pila. Před ní přibírá své největší přítoky – zprava Mlýnský potok a zleva potok Javorná (oba měří kolem 7 km).
Za obcí Pila vtéká do chráněné krajinné oblasti Slavkovský les a zde vytváří přehradu Stanovice, která má rozlohu 1,42 km² a délku 3 km, a jejímž hlavním účelem je zásobování Karlových Varů a okolí pitnou vodou. Přehrada leží 1 km severovýchodně od obce Stanovice a 7 km jižně do Karlových Varů. Přitéká do ní další významný přítok – Dražovský potok.
Od přehradní hráze teče Lomnický potok lesním kaňonem převážně severním směrem. Zleva míjí Zámecký vrch (624 m) a 4 km jižně do Karlových Varů se v obci Březová v nadmořské výšce 415 m vlévá zprava do řeky Teplá.

### Větší přítoky
- levé – Chloumecká strouha, Javorná, Dražovský potok
- pravé – Mlýnský potok

## Vodní režim
Průměrný průtok u ústí činí 0,61 m³/s.

## Využití
Na dolním toku Lomnického potoka se na 3,2 říčním kilometru nachází hráz vodního díla Stanovice, které bylo postaveno v letech 1972–1978. Jeho hlavním účelem je zásobení Karlovarska pitnou vodou.

## Další fotografie

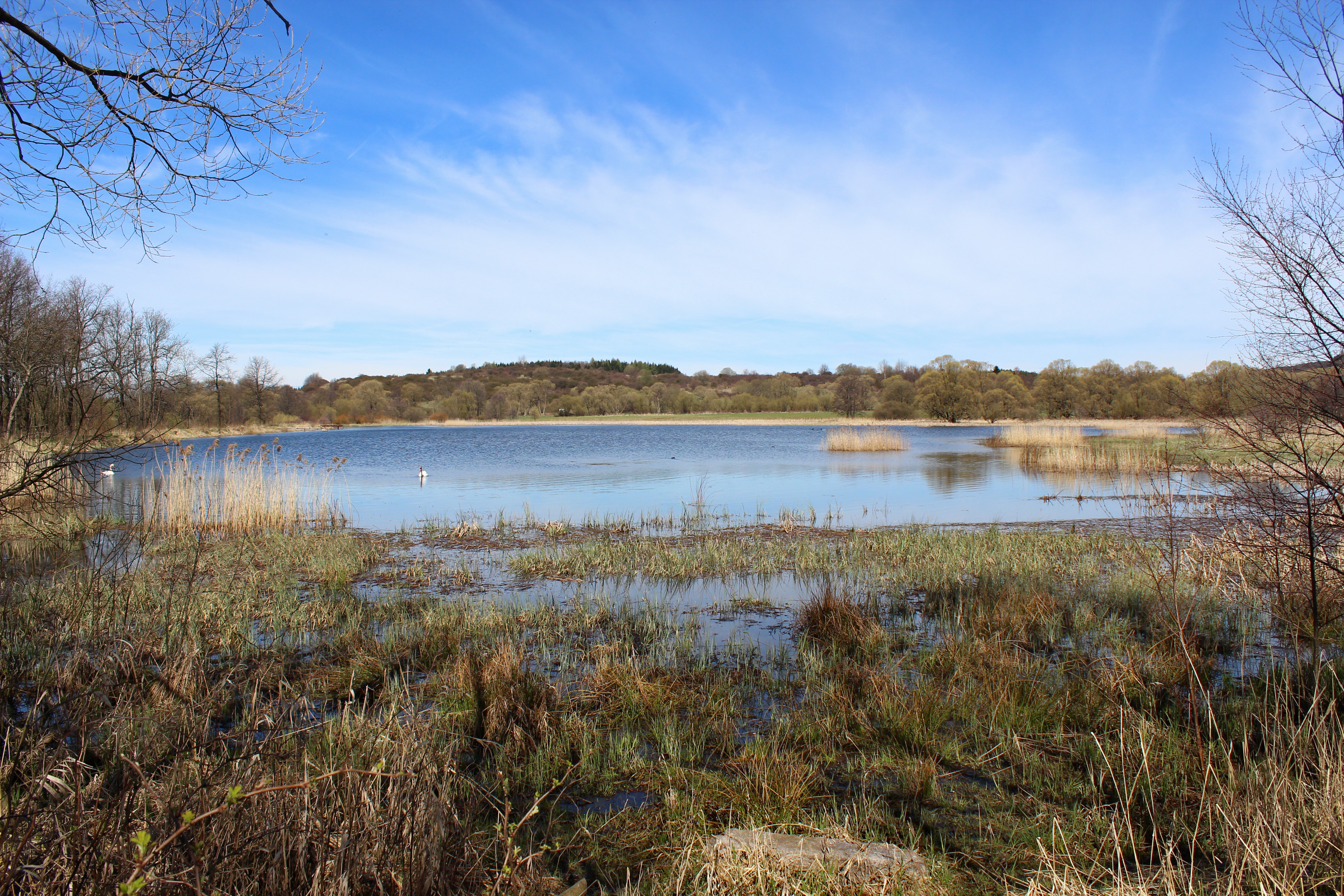
Zelený rybník na horním toku
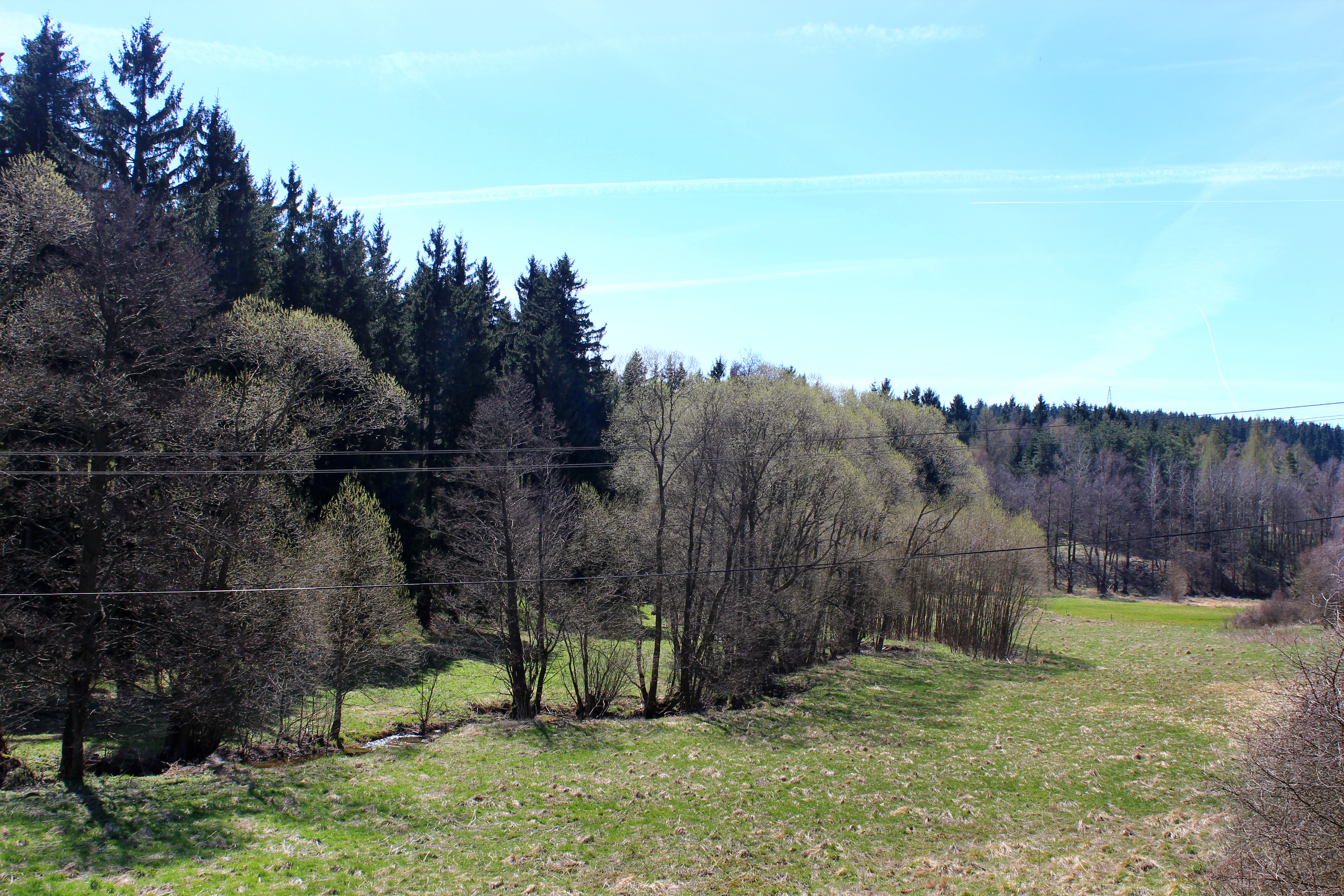
Údolí Lomnického potoka u Horních Tašovic
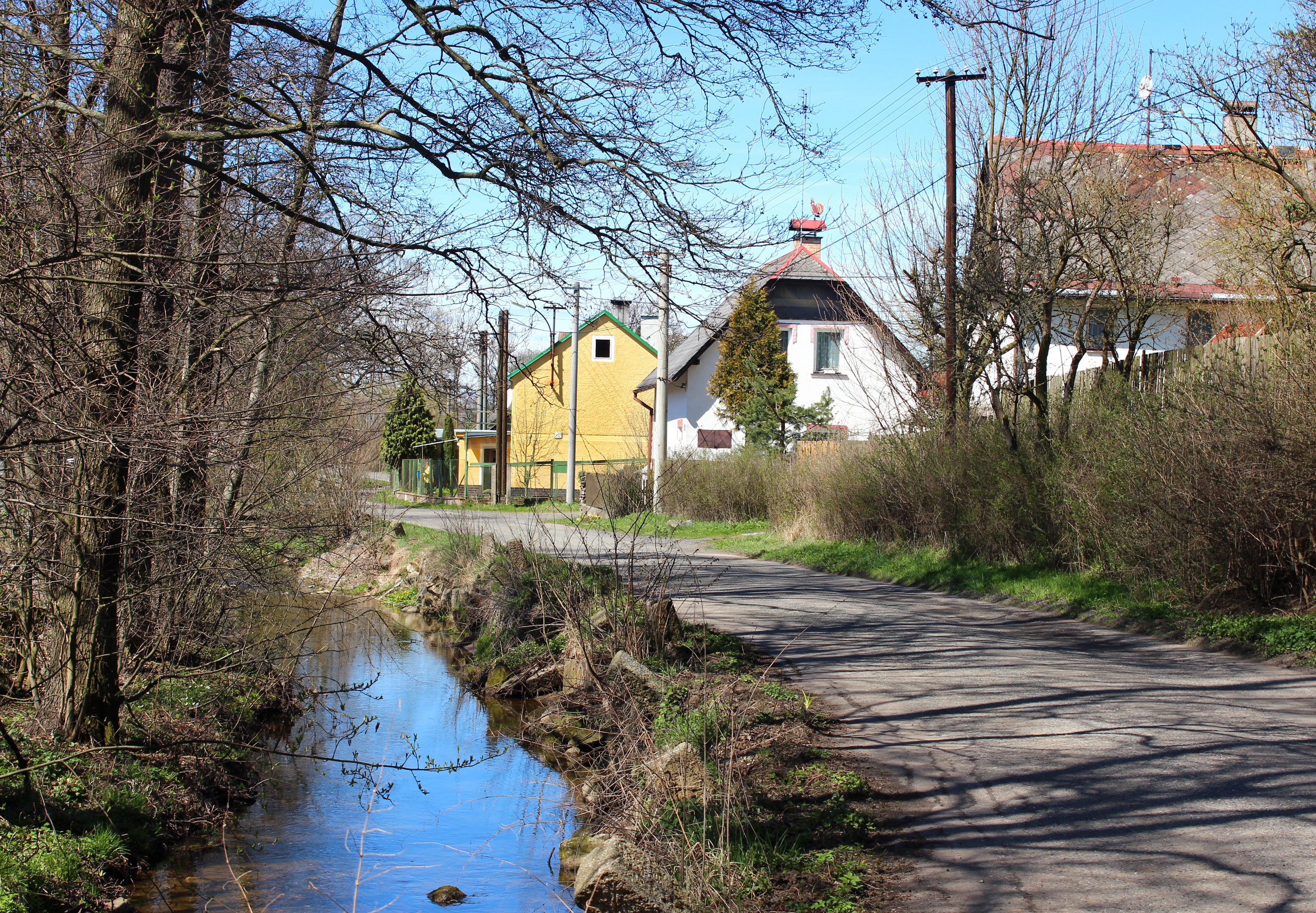
Potok v Dlouhé Lomnici
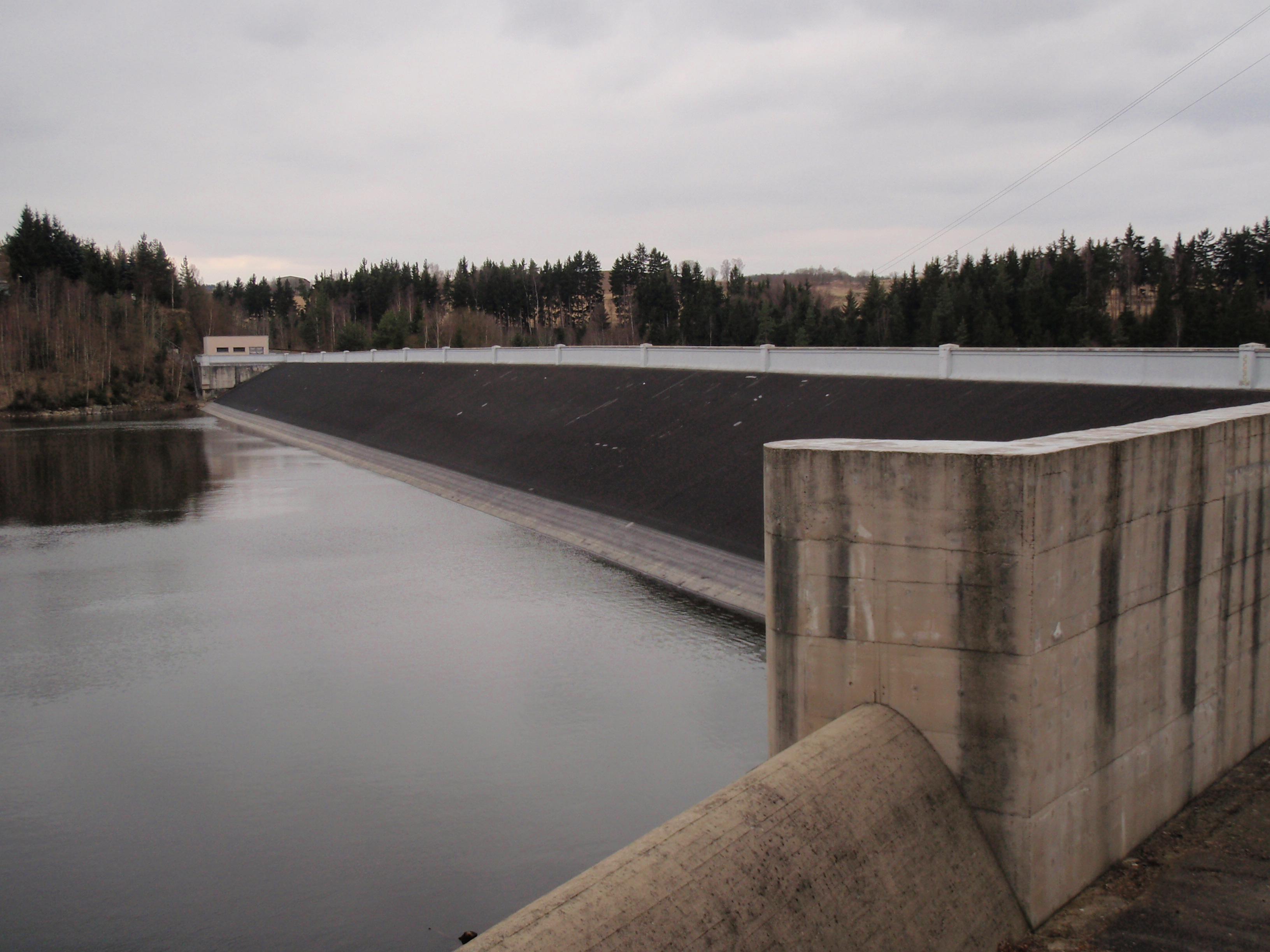
Vodní nádrž Stanovice
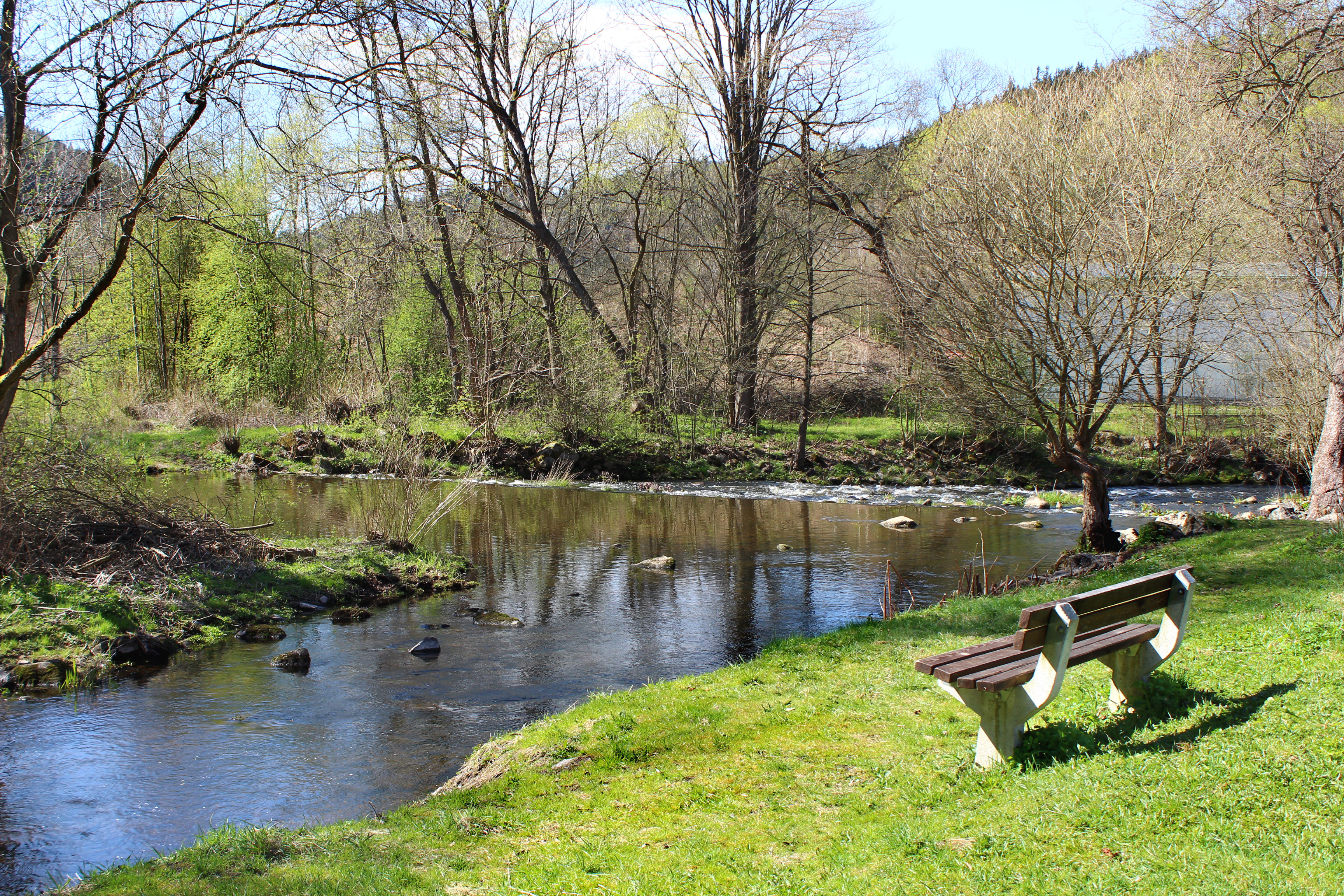
Ústí potoka do Teplé